# شورش غریب‌شاه گیلانی
شورش غریب شاه گیلانی یکی از قیام‌های عصر صفویه است که در سال ۱۰۳۸هجری، در آغاز زمامداری شاه صفی (۱۰۵۲–۱۰۳۸ ه‍. ق) در ایالت گیلان به‌وقوع پیوست و به قیام «غریب‌شاه» یا «عادل‌شاه» معروف شده‌است. قیامی که با قساوت و سفاکی شاه صفی در قتل‌عام گیلانیان و زجر کش کردن غریب شاه به پایان رسید. این قیام با الهام از تعلیمات پیرشمس گل گیلوایی، پیشوای معنوی غریب شاه در گیلان آغاز شد و تا لاهیجان و مازندران گسترده شد.
رهبران قیام بازماندگان سلسله‌های محلی گیلان و مازندران بودند که حق ارث و میراث خود برای سرزمین‌های اجدادی شان که در دوره صفویه تحت پادشاهی شاه عباس غصب شده بود را دوباره طلب می‌کردند.
بنا بر نوشته وقایع نگاران، تاریخ گیلان عبدالفتاح فومنی، خلاصه السیر خواجوی اصفهانی، تاریخ خاندان مرعشی مازندران میرتیمور مرعشی، عده کشته شدگان به هشت هزار نفر رسید. از لحاظ خارجی هم ایران بی‌ثباتی را تجربه کرد. خسرو پاشا به سوی بغداد لشکر کشید و ازبکان مرزهای شرقی صفویان را تهدید کردند.
هر چند طرّاحان اولیه این قیام تعدادی از اعیان و بزرگان ناراضی محلی بودند، لیکن به‌سرعت دامنه آن گسترده شد و بسیاری از مردم شهرها و روستاهای گیلان در مخالفت با دولت مرکزی، با قیام همراه شدند.
اعیان و بزرگان به قصد دستیابی به قدرت دودمانی و محلی، و مردم فرودست مناطق گیلان ضد نظام اقتصادی موجود و بهره‌کشی‌های عمال دولت از آنان، از فرصت پیش‌آمده بهره جستند و قیامی گسترده را ترتیب دادند.

## زمینه‌ها
در دوره‌های تاریخی پیش از صفویه، در گیلان سلاطین کوچکی به استقلال حکومت می‌کرده‌اند که در عصر صفویه، اعقاب آن‌ها در گوشه و کنار آن، روزگار می‌گذراندند. مقارن ظهور شاه اسماعیل صفوی، چند حاکم محلی در منطقه گیلان حکومت می‌کردند که شاه اسماعیل در ادامه جنگ‌های خود با ملوک‌الطوایف داخلی موفق شد ایالت گیلان را به تصرف درآورد.
ایالت گیلان در خلال دوره صفویه، بارها دستخوش شورش و قیام ضد دولت مرکزی شد که با واکنش نیروهای نظامی صفویه مواجه گردید. حکام محلی گیلان هر بار به قصد حکمروایی مستقل، از اطاعت دولت صفویه سر باز می‌زدند که این امر دخالت قزلباشان در امور گیلان را به دنبال داشت، تا اینکه با شورش خان احمدخان گیلانی درآخرین سال‌های سده دهم هجری قمری، شاه‌عباس توانست با شکست و فراری دادن او و برانداختن حکومت محلی گیلان، آن ایالت را به «خاصه» تبدیل کند و اداره آن را به دست وزیر اعزامی واگذار نماید.
شاه‌عباس برای تحکیم قدرت دولت مرکزی، اگر چه توانست قیام‌های محلی را به‌شدت فرونشاند و حکومت محلی گیلان را براندازد، لیکن تحرکاتی که همچنان درمیان بزرگان محلی برای بیرون رفتن از یوغ صفویه و به‌دست آوردن حکمروایی در گیلان وجود داشت به کلی از میان نرفت. در واقع قدرت و تسلط شاه‌عباس در طول زمامداری که با درایت و کفایت توأم بود، اگر چه مانع از تسلط مجدد حکام و امرای محلی به‌قدرت شد، لیکن نتوانست این روحیه را از آنان سلب نماید، لذا پس از مرگ وی و مقارن جلوس شاه صفی بر تخت سلطنت، دولت صفوی با قیامهایی از جانب مردم روبه‌رو شدکه قیام مردم گیلان در سال ۱۰۳۸ ه¨. ق از این نمونه‌است.

### زمینه‌های تاریخی
چندین قرن پیش از آنکه سلسله صفویه در ایران استقرار یابد، سرزمین گیلان به دوقسمت تقسیم شده بود: یکی «بیه‌پیش» به مرکزیت لاهیجان که به قسمت شرقی سفیدرود گفته می‌شد و دیگر «بیه‌پس» یا قسمت غربی سفیدرود که مرکز آن شهر رشت بود. مردم گیلان، آب را «بیه» می‌گفتند و چون سفیدرود در میان آن ولایت جاری است، یک طرف را بیه‌پیش و طرف دیگر را بیه‌پس و همچنین «رو پیش» و «رو پس» یا پساگیلان نیز می‌نامیدند؛ لذا دو قدرت نیز در گیلان به ظهور رسید که مرکز اولی در لاهیجان یعنی گیلان خاوری و دیگری در فومن یا رشت محل فرماندهی گیلان باختری‌بود
حکومت بیه‌پس به‌طور موروثی متعلق به خاندان «دباج» یا اسحاق‌وند (سلاطین اسحاقیه) بود که نسب خود را به پادشاهان ساسانی می‌رساندند. امیره دباج حکمران معروف این ناحیه به سبب استحکام قلاع خود و اتکا به وضع جغرافیایی گیلان که سرزمینی کوهستانی و پوشیده از جنگل بود از ایلخانان مغول، چنان‌که انتظار داشتند، اطاعت نمی‌کرد و همین امر منجر به انجام حملاتی از جانب ایلخانان مغول به گیلان گردید. از آن پس تا ایام شاه اسماعیل صفوی، اوضاع گیلان دستخوش حوادث و درگیری‌های داخلی نوادگان امیره دباج و از طرفی درگیری‌ها و زد و خورد بین گیلان بیه‌پیش و بیه‌پس بود، به‌گونه‌ای که حتی در زمان توقف شاه‌اسماعیل در لاهیجان، درگیری بین میرزاعلی فرزند سلطان محمد حاکم بیه‌پیش و امیر اسحاق فومنی حاکم بیه‌پس که به ضدیت با میرزا علی برادر زن خود پرداخت، در جریان بود که هیچ‌کدام از آن بهره‌ای نیافتند. قرار متارکه جنگ بین دو قسمت گیلان در همان سالی بسته شد که اسماعیل صفوی خود را شاه خواند، یعنی در سال ۹۰۷ ه‍.ق
پس از درگذشت امیر اسحاق، مجدداً درگیری بین جانشینان او و گیلان بیه‌پیش واقع شد و همین ستیزه‌ها موجب دخالت شاه اسماعیل صفوی در اوضاع گیلان گردید که سپاهیان او چندبار ناگزیر مصمم به تصرف بیه‌پس شدند. در یکی از این لشکرکشی‌ها در سال ۹۱۲ ه¨. ه‍.ق که شاه اسماعیل تصمیم به تصرف بیه‌پس گرفت، امیر حسام‌الدین، زن و پسر خود امیره دباج را نزد شاه فرستاد و خواستار بازگشت سپاه صفوی گردید و شاه نیز پذیرفت.
پس از فوت امیر حسام‌الدین در سال ۹۲۲ ه¨. ق حکومت بیه‌پس در دست پسر او امیره دباج قرار گرفت. وی ابتدا سر از اطاعت شاه اسماعیل پیچید، لیکن چون پادشاه صفوی آهنگ تسخیر گیلان کرد، امیره دباج که در برابر وی یارای مقاومت ندید، ناچار در ۹۲۴ ه¨. ق به اطاعت او گردن نهاد و از شاه لقب «مظفر سلطان» گرفت و در گیلان سکه به نام شاه اسماعیل زد. امیره دباج پیوند خود را با شاه از طریق ازدواج با خیرالنساءبیگم دختر شاه اسماعیل محکمتر کرد. از این تاریخ تا سال ۹۳۰ ه¨. ق سال مرگ شاه‌اسماعیل، روابط گیلان با دربار صفوی حسنه بود، لیکن امیره دباج در زمان شاه‌طهماسب اول از دولت صفوی روی برتافت و چون سلطان سلیمان‌خان قانونی، پادشاه عثمانی، در سال ۹۴۰ ه¨. ق، بر آذربایجان تاخت، به سپاه او پیوست و مورد لطف سلطان عثمانی قرار گرفت. اما سرانجام سه سال بعد در شروان به‌دست سرداران قزلباش گرفتار و به فرمان شاه طهماسب به قتل رسید. از این سال، (۹۴۳ ه¨. ق) پادشاه صفوی، حکومت بیه‌پس را به خان احمد حاکم بیه پپش بخشید و بدین صورت حکومت هر دو ناحیه به‌دست وی افتاد. خان احمد پس از درگیری با سلطان محمد کهدم و پسر او امیره شهنشاه و کشتن آنان و شکست نیروهایش توانست ولایت بیه‌پس را تصرف نماید، زیرا پس از فرار مظفر سلطان به شروان، مدتی در ولایت بیه‌پس هرج‌ومرج حاکم بود تا این که امیرسلطان محمد کهدم به دعوی خویشی مظفرسلطان و به داعیه وراثت ملک گیلان، با بزرگان و اشراف و اعیان و سرداران سپاه بیه‌پس متفق شده و در رشت قدرت گرفت (۱۷. صص۳۰–۱۱ و ۱۵. صص۵۷ و ۸۶).
خان احمد که در این زمان حکومت هر دو ناحیه گیلان به او رسید و پسر سلطان حسن، از سادات امیرکیای ملاطی حسنی بود. عم او کارکیا میرزا علی در زمان سلطنت ترکمانان آق‌قویونلو، در لاهیجان حکومت می‌کرد و پس از آنکه اسماعیل در هفت‌سالگی به کمک مریدان صفویه توانست خود را به گیلان برساند، از او به مهربانی پذیرایی کرد و حدود شش سال او را نزد خود نگاه داشت. به همین سبب شاه اسماعیل چون به سلطنت رسید، حکومت گیلان را همچنان بدو بازگذاشت. شاه طهماسب اول نیز پس از آنکه مظفرسلطان حکمران گیلان بیه‌پس را کشت، حکومت آن قسمت را به خان‌احمد برادرزاده کارکیا میرزا علی داد. چون خان احمد در صغر سن بود، شاه‌طهماسب حکومت گیلان را موقتاً به برادر خود بهرام میرزا داد که خود نارضایتی‌هایی در مردم بیه‌پیش ایجاد کرد، لیکن پس از اینکه خان احمد به سن رشد رسید، شاه طهماسب حقوق او را رعایت کرد و او را حکمران بیه‌پیش شناخت و بیه‌پس را نیز ضمیمه قلمرو او کرد.
خان احمد به تدریج رشد کرد و در کارها مستقل شد. پس از تسلط بر گیلان بیه‌پس، و بالا گرفتن تظلمات و تحکمات او و غارت و چپاول آن ناحیه، اشراف و اعیان بیه‌پس، پس از مصلحت‌اندیشی، امیره شاهرخ را که با سلسله اسحاقیه نسبت دوری داشت، به پسری امیره حسام‌الدین برداشتند و از خلخال به گیلان آوردند. وی مدت هفت سال، به امر سلطنت گیلان بیه‌پس مشغول بود و به روش سلاطین سابق گیلان، احکام و ارقام خود را طغرا می‌کشید و مهر و نشان می‌کرد، و در عین حال سکه و خطبه به‌نام شاه طهماسب می‌کرد. لیکن خان احمدخان حاکم لاهیجان بارها از او نزد شاه طهماسب بدگویی کرد تا اینکه شاه طهماسب او را به دربار طلبید و سرانجام به قتل رسانید.
شاه طهماسب بعداً حکومت گیلان بیه‌پس را به سلطان محمود خان فرزند مظفرسلطان داد و منصب وکالت او را به کارکیا احمد سلطان فومنی سپرد و او را به داشدار بیک صفوی، شوهر خواهر مظفرسلطان داد و آنگاه او را روانه گیلان بیه‌پس نمود. سلطان محمود خان در ۱۲ ربیع‌الاول سال ۹۶۵ ه¨. ق وارد رشت و دارالاماره خویش گردید و مدت پنج سال به حکومت پرداخت تا اینکه احمدسلطان به سببی از او اندیشناک گشت و به شاه طهماسب نوشت که او لیاقت سلطنت وریاست ندارد، بدان امید که شاه حکومت گیلان بیه‌پس را به اقطاع او مقرر خواهد کرد. به فرمان شاه طهماسب هر دو را به قزوین آوردند. شاه‌طهماسب، سلطان محمود خان را به شیراز فرستاد و میرغیاث‌الدین محمد شیرازی را به معلمی وی انتخاب کرد، اما خان احمدخان که با سلاطین اسحاقیه عداوت قدیمی و خصومت شدید داشت، با اعزام یکی از معتمدان خود توانست معلم را بفریبد و او نیز با زهر، سلطان محمود خان را کشت و خود در لاهیجان نزد خان احمد پناه گرفت.
شاه طهماسب به سبب این قضیه از خان احمدخان حاکم گیلان بیه‌پیش رنجیده‌خاطر شد و چون از تحویل دادن میرغیاث‌الدین محمد نیز به فرستادگان شاه در چند نوبت امتناع ورزید، خشم شاه از او افزونتر گشت، زیرا از اطاعت شاه طهماسب سر باز زد. با قتل یولقلی سلطان، ایلچی شاه طهماسب به فرمان خان‌احمد که به جهت استحکام امور سرحد و سامان گیلان بیه‌پس و بیه‌پیش و توابع آمده بود و انحرافات دیگری که از خان احمد سر زد، خشم شاه برانگیخته شد و با صدور فرمانی معصوم‌بیگ اعتمادالدوله را در رأس سپاهی از اردبیل و مغان و ارسبار رود و قزل‌آغاج، لنگرکنان و خلخال و طارم مأمور کرد تا به اتفاق حکام محلی دیگر چون حاکم طالش آستارا، حاکم گسکر و حاکم کهدم به گیلان بیه‌پیش حمله نمایند و خان احمدخان را دستگیر کنند.
سرانجام پس از چند جنگ، خان احمد (در سال ۹۷۵ ه¨. ق) دستگیر شد و به‌فرمان شاه ابتدا به قلعه قهقهه و سپس به قلعه اصطخر فارس فرستاده شد و در آنجا زندانی گردید.
شاه طهماسب پس از دستگیری خان احمد، حکومت بیه‌پس را به جمشیدخان فرزند سلطان محمود داد. این شخص پس از مرگ پدر (که بر اثر توطئه خان‌احمد به قتل رسید) متولد شد و شاه طهماسب ضمن موسوم نمودن او به جمشید، تربیت او را بر عهده داشدار بیک صفوی گذاشت که مدت هفت سال در خلخال این مأموریت را انجام داد. در ایام حکومت جمشیدخان که ۱۸ سال طول کشید، ساکنان گیلان بیه‌پس در امنیت به سر می‌بردند، امور به‌دست احمدسلطان که در مرتبه وکالت استقلال به هم رسانیده بود، قرار داشت. وی برای جمشیدخان از شاه طهماسب نیز دختر طلبید و اوهم خدیجه بیگم از شاهزاده خانم‌های صفوی را به عقد جمشید درآورد و روانه گیلان نمود. اما بعد بین جمشیدخان و احمدسلطان کدورت رخ داد که در نتیجه احمدسلطان از وکالت عزل و شخصی به نام کامران میرزا به جای او منصوب شد. لیکن کامران میرزا باخدعه توانست جمشیدخان را به قتل رساند. این امر خود موجب بروز شورش و اختلافاتی در گیلان بیه‌پس گردید.
از طرفی پس از گرفتاری خان احمدخان، دوباج نام لشته‌نشایی که در خدمت احمدسلطان بود از او برید و مخفیانه به لشت نشا رفت و عده‌ای را دور خود جمع کرد و حاکم آنجا را که از طرف شاه طهماسب گماشته شده بود به قتل رسانید. وی خود را به امیره دوباج ملقب و سپاه به شهر لاهیجان کشید و آنجا را همراه با لشت نشا و توابع تصرف نمود و سرداران و سپهسالاران ولایت بیه‌پس را تابع خود گردانید و مدت یکسال و نیم به حکومت لاهیجان و لشت نشا پرداخت. اما سرانجام او نیز در درگیری با نیروهای شاه طهماسب از بین رفت.
خان احمد مدت ۱۲ سال در زندان به سر برد تا اینکه با روی کارآمدن محمد خدابنده، با متوسل شدن به مهدعلیا همسر او، از زندان آزاد شد و مجدداً حکمران گیلان بیه‌پیش گردید. در مدت پادشاهی محمد خدابنده، به دلیل خویشاوندی خان احمد بامهد علیا، وی در گیلان فرمانروای مطلق بود و خواهرِ شاه، مریم‌سلطان، را نیز به زنی گرفت، با این ازدواج پایه‌های سلطنت و قدرت وی استوارتر گردید. وی پس از ورود به گیلان سعی نمود با شدت و خشونت بر گیلان بیه‌پس مسلط شود که لطمات و خسارتهایی را به مردم وارد کرد (۴. صص ۶۹–۶۶ و ۱۷. صص۶۸–۶۴).

#### وقایع گیلان در عصر شاه‌عباس اول
با روی کار آمدن شاه‌عباس سیاست تمرکزگرایی شدیدی دنبال شد، وی درصدد برآمد که ملوک‌الطوایفی و سلسله‌های محلی را در کشور براندازد و با ایجاد یک حکومت قوی و مستقلِ مرکزی، قدرت و فرمان دولت، یعنی شخص شاه را بر تمام کشور حاکم سازد. این امر خان‌احمد را با خطری جدی روبه‌رو ساخت، زیرا شاه‌عباس حکومت خان احمد را برنمی‌تافت و دنبال فرصت و بهانه‌ای بود تا به گیلان لشکرکشی نماید و سرانجام در سال هزار هجری قمری، به حکومت خان احمد پایان داد.
موضع‌گیری‌ها و رفتارهای خان احمد بهانه لازم را برای حمله شاه‌عباس به گیلان فراهم نمود. در سال ۹۹۸ ه¨. ق. ۱۵۹۰ م؛ که سال سوم سلطنت شاه‌عباس بود، یکی از سرداران شاه به نام محمدشریف خان چاووشلو (از استاجلوها) به علت خشم شاه به گیلان پناه برد و خان احمد از استرداد او سرپیچی کرد. نامه‌ای نیز مبنی بر مصالحه با دولت عثمانی به شاه‌عباس نوشت و چندی بعد نیز نمایندگانی به دربار عثمانی گسیل داشت. این موارد به‌علاوه رد پیشنهاد خواستگاری از دخترش برای محمدباقر میرزا (صفی میرزا) پسر شاه‌عباس، همه موجب ناراحتی شاه صفوی و حمله او به گیلان گردید. تلاش‌های خان‌احمد برای دریافت کمک از تزار روس یا سلطان عثمانی بی‌نتیجه ماند و او ناگزیر پس از شکست در برابر قوای شاه‌عباس به شروان فرار کرد و حکومت گیلان دردست سرداران شاه‌عباس افتاد.
خان احمد پس از ورود به شروان، وزیر خود خواجه حسام‌الدین لنگرودی را با تحفه‌های فراوان به نزد سلطان مراد سوم عثمانی فرستاد و از او کمک خواست و سپس خود نیز عازم درگاه سلطان عثمانی شد. خان‌احمد با توجه به اختلافات مذهبی و سیاسی دولت‌های عثمانی و ایران و علاقه دولت عثمانی به تصرف عراق، برای تحقق اهداف خود که همانا حکمروایی مستقل در گیلان بود به تکاپو پرداخت؛ به همین سبب متوجه دولت عثمانی شد و قصد داشت از آن طریق با حمایت یک کشور دیگر به آرزوی خویش نایل گردد. زیرا نزدیکی به دولت عثمانی را تضمینی برای استقلال خود می‌دانست. او حتی شکایاتی نیز به دربار جلال‌الدین اکبر پادشاه مغول هند نوشت و سعی نمود تا از نفوذ او برای خلاصی خود از خشم شاه عباس استفاده کند. از طرفی خان احمد در حقیقت قدرت و نیرومندی و بسط صفویه را نتیجه تربیت و مجاهدت تبار خویش می‌دانست، لذا اطاعت و آستان‌بوسی معمول آن زمان، باطبع وی موافق نیامد و از این نظر روح سرکشی داشت که نام‌آوری خویش را با دارا بودن حکمرانی مستقل گیلان دنبال می‌کرد.
اسکندربیک ترکمان از نامه‌ای که خان احمد برای خواندگار روم فرستاد، نتیجه گرفت که خان احمد برای بقای خود حاضر شد گیلان را پیشکش سلطان عثمانی نماید و در تحت لوای او به بقا و فرماندهی خود ادامه دهد. از این نظر می‌توان چنین استنتاج کرد که وی برای عدم اطاعت از شاه‌عباس و حفظ موجودیت خود به این‌کار تن داد، با اینکه شاه‌عباس وسایل سلطه او را در گیلان فراهم آورد، لیکن او بدان راضی نشد. همچنین می‌توان گفت شاید احمدخان می‌خواست با ایجاد جنگ و جدال بین شاه‌عباس و سلطان عثمانی، نظر شاه را به جای دیگر معطوف و خود به آرزوی دیرینه‌اش برسد. اقدامات خان احمد قبلاً موجی از نفرت را در دل شاه صفوی برانگیخته بود و شاه می‌خواست در وقت مقتضی، خان‌احمد را به بند بکشد، ولی او نیزاز عواقب کار اطلاع داشت، می‌دانست که یگانه راه همبستگی بین او و شاه صفوی، تسلیم محض و آستان‌بوسی مسند قدرت است که این را احمدخان برنمی‌تافت.
نامه‌های سلطان عثمانی به شاه‌عباس دربارهٔ خان‌احمد و سرزمین گیلان و شکایات خان‌احمد به پادشاه گورکانی هند همه بی‌نتیجه ماند و او نتوانست به گیلان بازگردد. شاه‌عباس پس از فرار خان احمد، ولایات گیلان را به سردارانی که موجب شکست خان احمد شده بودند داد. از آن جمله ولایت لشت نشا را به میرعباس سلطان سپهسالار او داد و سپهسالاری لاهیجان را به طالشه کولی یکی دیگر از سرداران او سپرد. علی‌بیک سلطان وکیل و سرپرست ابراهیم‌خان والی گیلان بیه‌پس را هم به لقبِ خانی و حکومت بیه‌پس مفتخر ساخت. اما پس از چندی بوسعید نامی از سران گیلان با طالشه کولی سپهسالار لاهیجان و گروهی از سرداران بیه‌پیش و بیه‌پس مصمم شدند که استقلال از دست رفته گیلان را تجدید و حکام و سپاهیان قزلباش را ازآن سرزمین بیرون کنند. پس در شهر لاهیجان دولتی مستقل به وجود آوردند و سه فرستاده نزد خان احمدخان به استانبول فرستادند تا به کشور بازگردد. سخت‌گیری‌های سرداران و مأموران شاه در گیلان، و از طرفی روحیه رام نشدنی و بی‌باک گیل‌ها، و تلاش حکام محلی برای بازیافتن موقعیتِ از دست رفته در بروز شورش مؤثر بود. لیکن باانتشار این خبر، شاه‌عباس که قصد برانداختن حکومت‌های محلی را داشت، برای تحقق سیاست تمرکزگرایی، بار دیگر فرهادخان قرامانلو را با قوای کافی برای تنبیه شورشیان روانه گیلان کرد. در همان حال حکومت گیلان بیه‌پیش را نیز به فرهادخان سپرد و او را به لقب فرزندی مفتخر گردانید. سرداران قزلباش در اندک زمانی لاهیجان را گرفتند ودولت نوبنیاد گیلان را برهم زدند و بوسعید و طالشه کولی به جنگل‌ها فرار کردند. در همان سال علی‌خان حکمران بیه‌پس نیز شورش کرد که فرهادخان قرامانلو توانست او را شکست دهد و با دستگیری او، سراسر گیلان دوباره به اطاعت پادشاه صفوی درآمدند. بوسعید و طالشه کولی را نیز پس از چندی در جنگل‌های گیلان دستگیر کردند و به دستور شاه کشتند.
با کشته‌شدن میرعباس سلطان سپهسالارِ خان‌احمد به تحریک شاه‌عباس، مجدداً شورش دیگری در لشت نشا پدید آمد. میرعباس که قبلاً از خان احمد رویگردان شده و به شاه‌عباس پیوسته بود، از طرف او به حکومت لشت نشا منصوب شد، ولی غالباً در مصاحبت شاه به سر می‌برد. شاه‌عباس که به نحوی قصد داشت شر او را از سر خود کم کند با ترفندی موجبات به قتل رسیدن او را فراهم کرد. از این‌رو، یکی از بستگان میرعباس سلطان به نام کارکیا علی حمزه در سال ۱۰۰۳ه¨. ق در لشت نشا سر به طغیان برداشت و غیبت درویش محمدخان روملو از سرداران قزلباش راکه به جای فرهادخان به حکومت بیه‌پیش منصوب شده بود، غنیمت شمرد و با ده هزارتن از مردم همراه خود بر لاهیجان تاخت و آن شهر را غارت کرد. اما او هم نتوانست استقلال گیلان بیه‌پیش را تجدید کند و به‌دست سرداران قزلباش کشته شد. شاه‌عباس در پی خبر این شورش به درویش محمدخان دستور قتل‌عام ولایت لشت نشا را داد. با اینکه وی سه روز به مردم مهلت داد که خود را از معرکه کنار بکشند، اما سرانجام «آدم بسیار از صوفی و چینی]چگینی [اروملو و ملازمان امرای بیه‌پس، به اتفاق سپهسالاران و اعیان داخل بلاد لشت نشا و بلوکات شده، جمعی کثیر از مردم لشت نشا و توابع، عرضه تیغ یاسا گشتند و اسیر و برده بسیار به‌دست لشکریان افتاده، نهب و تاراج بی‌حدوحصر نمودند».
خان احمدخان حاکم فراری گیلان بیه‌پیش که در استانبول به سر می‌برد پس از مرگ سلطان مراد سوم، در سال ۱۰۰۳ ه¨ . ق به بغداد رفت و سرانجام در همان‌جا در سال۱۰۰۵ ه¨ . ق درگذشت. گیلان نیز به دنبال برخوردهای پی‌درپی و کشتارهای متوالی سرانجام در سال ۱۰۰۷ ه¨ . ق به تصرف شاه‌عباس درآمد. وی توانست سراسر گیلان   را از تصرف تیولداران و حکام بیرون آورد و آن را جزو املاک خاصه شاهی قراردهد و حکومت آن سرزمین را به میرزا محمدشفیع خراسانی معروف به «میرزای عالمیان» وزیر فرهادخان قرامانلو سپرد. شاه‌عباس در سال ۱۰۰۵ ه¨ . ق . ۱۵۹۶ م. نیز به مازندران لشکر کشیده و چهار سلاله امیران محلی را سرنگون ساخته و مازندران را نیز جزو املاک خاصه خویش قرار داده‌بود. شاه‌عباس که این‌گونه شورش‌ها و قیام‌ها را با شدت و خشونت فرومی‌نشاند، از فتح خود در گیلان بسیار شاد شد و چون «خاطر خطیر شهریار کشورگشا از مهمات گیلان فراغت یافت چند روزی در دارالسلطنه قزوین نوای عیش و عشرت». برافراشت و به جشن و سرور نشست. اما آنگاه که شاه‌عباس در ۱۰۳۸ ه¨ . ق وفات یافت. فرصتی فراهم شد تا داعیه‌دارانی که سال‌ها در انتظار به سرمی بردند، زمینه را برای اهداف خود که همانا دستیابی مجدد به قدرت در گیلان بود مساعد بپندارند و با تعیین پسر جمشیدخان رشتی به شاهی، علم طغیان برافراشتند.
از نظر اجتماعی جامعه گیلان از دو طبقه تشکیل می‌شد: طبقه فرادست یا حاکم و طبقه فرودست یا محکوم. طبقه حاکم گیلان دارای سنت دیرینه‌ای بود که مطابقِ فرهنگ محلی به اعمال قدرت و نفوذ خود می‌پرداخت. طبقه حاکم را اعیان سلاله‌های محلی، زمینداران و عمده مالکان و صاحبان اقطاع تشکیل می‌دادند. اینان گاه با نفوذ سیاسی وگاه با سلطه اقتصادی خود بر مردم اعمال قدرت می‌کردند. در وضع این طبقه حاکم باسیاست تمرکزگرایی شاه‌عباس اول تغییر پدید آمد. بدین‌صورت که شاه‌عباس پس از تصرف گیلان و برانداختن حکومت محلی خان احمد گیلانی، آن سرزمین را ملک خاصه اعلام کرد و اداره آن به‌دست مأموران و دیوانیان اعزامی از مرکز افتاد. لذا اعیان و خوانین و اعقاب سلاله‌های محلی که موقعیت گذشته خویش را از دست دادند، راه اختفا و انزوا پیش گرفتند و در کمین فرصت نشستند تا مگر روزی مراد خویش بجویند. به جای اینان، دیوانیان، تحصیلداران و مأموران دولتی قرار گرفتند و به اعمال فشار و ستم بر مردم پرداختند.
در مقابلِ طبقه حاکم، طبقه محکوم قرار داشت که مرکب از صاحبان حِرَف، پیشه‌وران، رعایا، کشاورزان و کارگران محلی بود. صاحبان حرف و پیشه‌وران به کارها و مشاغل معمولی جامعه می‌پرداختند و از طبقات مولد جامعه محسوب می‌شدند. رعایا و کشاورزان به کار زراعت و کشاورزی و باغداری و به ویژه تولید ابریشم می‌پرداختند. سطح زندگی این طبقه چندان رضایت‌بخش نبود و فشار مالیاتی سنگین بود، زیرا معافیت‌های مالیاتی شاه‌عباس در نواحی مرکزی، شامل منطقه گیلان نمی‌شد. خاصه شدن گیلان که اقتصاد آن بر پایه کشاورزی و کلاً زمینداری قرار داشت، خود موجب افزایش فشار مالیاتی بر مردم گشت به ویژه پس از انحصار ابریشم به فرمان شاه که مهم‌ترین کالای آن عصر به‌شمار می‌آمد و گیلان از نواحی عمده ابریشم‌خیز ایران محسوب می‌شد. تولیدکنندگان ناچار بودند که ابریشم را به عاملان شاه بفروشند که پس از ذخیره شدن درانبارهای شاهی، خود شاه‌عباس به طرق مختلف (از طریق کمپانی‌های خارجی، ارامنه وغیره) به فروش آن اقدام می‌کرد.
اراضی خاصه یا خالصه متعلق به شخص شاه بود و عواید آن‌ها مستقیماً به خزانه شاهی داخل می‌شد یا به مصرف مخارج دربار می‌رسید و قسمتی از آن‌ها نیز تیول اعضای دستگاه سلطنتی یا افراد سپاهیان مخصوص شاه و کارمندان و مؤسسات وادارات بود. از این‌رو، عایدات ایالات خاصه در خود محل نیز صرف امور اقتصادی ورفاه حال عامه نمی‌شد و در مجموع زندگی مردم در فشار و تنگنا قرار می‌گرفت.
حکومت دیرپای وزیران گیلان نیز موجب خستگی و آزردگی رعایا از آنان شده بود . شورش‌ها و قیام‌های گاه‌به‌گاه در خطه گیلان و لشکرکشی‌های دولت مرکزی برای سرکوب این تحرکات، بر زندگی مردم تأثیر می‌گذاشت و از این رهگذر دستخوش ضرر و زیان‌ها و خساراتی می‌شدند.
قلمرو اراضی خاصه (مثل گیلان و مازندران و نواحی دیگر) به وسیله وزیران و عاملان ویژه‌ای که صرفاً در امور کشوری قدرت داشتند و از طرف دولت شاه تعیین می‌شدند اداره می‌شد. شیوه اداره اینان از لحاظ رعایا بهتر از شیوه اداری حکام و بیگلربیگیان نبود. ساخت دیوانی اداره گیلان قبل از وقوع قیام غریب‌شاه گیلانی، مرکب
از یک وزیر، یک معتمد، چند سپهسالار نظامی، چند دبیر، چند محاسب و مستوفی و افرادی به‌عنوان محصل مالیاتی (جمع‌کنندگان مالیات) بود. به واسطه سابقه مردم گیلان در قیام علیه دولت صفویه طبیعی است که سختگیری و خشونت مأموران دیوانی مرکزی در آن منطقه شدید بود. این امر بر مردم فشار وارد می‌کرد و آنان را در برابر این اجحافات آماده و مساعد تحرکات خشن می‌نمود.
در قیام غریب‌شاه نیز اگر چه عده‌ای از بزرگان و ملاکین در پی اهداف خود آغازگر آن شدند، اما با پیوستن توده مردم به این شورش به‌سرعت طرفداران غریب‌شاه افزایش یافتند و این شورش به شکل یک حرکت اجتماعی از طرف مردم گیلان درواکنش به فشارهای مالیاتی و ظلم عاملان صفوی درآمد. مردم در این قیام گسترده، علیه ظلم و حکومت مرکزی و بی‌عدالتی‌های اجتماعی اعتراض کردند و به‌زودی حکمرانان دولتی را از منطقه دور کردند. به عبارتی، این حرکت اجتماعی که مورخان روسی(۶. ص۵۵۴). آن را یکی از بزرگترین قیام‌های مردمی در قرن یازدهم هجری قمری به‌حساب آورده‌اند، با شدت گرفتن دامنه آن، رهایی از تسلط مأموران حکومتی و استقلال بیشتر را طلب می‌کرد. تصرف انبارهای ابریشم و کالاهای دیوانی نشان‌دهنده خشم مردم از تحمیلات دولت بر این ولایت بود. زیرا مالیات ابریشم معادل یک سوم محصول، و صدور و فروش ابریشم گیلان را شاه در اختیار داشت و محصول ابریشم گیلان ۸۰۰۰عدل بود (۱۳. ص۲۸۱ و ۵. ص۷۴۴). که بالاترین میزان این محصول در کشور بود. انحصار محصول ابریشم که به مقدار زیاد در گیلان به عمل می‌آمد در بروز نارضایتی توده مردم مؤثر بود و آنان برای رهایی از این انحصار و نیز کاستن فشار مالیاتی و تغییر در مناسبات اقتصادی حاکم قیام کردند و مالکان و حکام و متنفذین نیز بیشتر برای مقاصد سیاسی خویش در رأس این قیام قرار گرفتند.
به نوشته اسکندربیک ترکمان: «وزرا و عمال گیلان و تحویلدارانِ مال دیوان، از غوغای عام و هجوم لئام سراسیمه گشته، جهت حفظ جان و صیانت ناموس و عیال خودبه کنار کشیده، اکثر دست از اموال و اثقال و اعمال بازداشتند و آن بی‌دولتان دست‌درازی‌ها به جهات دیوانی و متملکات تجار و اغنیا و متمولین هر دو ولایت نموده، آلاف و الوف تصرف کرده به باد بی‌نیازی دادند.» (۲. ص۱۶).

## علل قیام
در بروز قیام غریب‌شاه گیلانی عوامل چندی دخالت داشت که از وضع سیاسی، اجتماعی و اقتصادی حاکم بر آن ولایت و سابقه گیلان در دارا بودن حکومت‌های محلی نشأت می‌گرفت.
۱ـ زمینه تاریخی خطه گیلان در قیام و شورش، و عدم اطاعت از سلاطین صفویه که بارها به وقوع پیوسته بود به واسطه سلاله‌های محلیِ بانفوذی که در این دیار داعیه حکومت داشتند، در بروز این شورش مؤثر بود. زیرا بازماندگان این خاندان‌های متنفذ در فرصت‌های مناسب جهت دستیابی به قدرت محلی، به جنگ و جدال با قدرت مرکزی برمی‌خاستند؛ بنابراین ملاکین و خوانین ناراضی محلی برای کسب قدرت دودمانی خوددر منطقه و امارت یافتن در گیلانات از تغییر قدرت سیاسی در دولت صفویه بهره جستند و به شورش پرداختند.
۲ـ سیاست شدید تمرکزگرایی شاه‌عباس در خوابانیدن شورش‌های ایالات و برانداختن حکومت‌های محلی که این امر در گیلان نیز با خشونت انجام گرفت، تا مدتی از بروز شورش جلوگیری کرد، لیکن با مرگ او مالکان و خوانین محلی که موقعیت اقتصادی خود را علاوه بر موقعیت سیاسی بر اثر شیوه جدید مناسبات ارضی شاه‌عباس در گیلان از دست داده بودند، با هدف تغییر اوضاع و مناسب بودن فرصت، دست یازیدن به قیام را راه حلی برای تحقق هدف خویش یافتند.
۳ـ سیاست اقتصادی شاه‌عباس مبنی بر خاصه نمودن گیلان، افزایش بار مالیاتی بر مردم و کشاورزان، انحصار ابریشم گیلان در دست شاه، و ظلم و ستم بیش از حد دیوانیان در گیلان بر مردم و برقراری تحمیلات و مالیات‌های گزاف بر روستاییان، و عدم رسیدگی دولت به اوضاع پریشان آنها، همه موجب بروز نارضایتی و خشم توده مردم شد و آن‌ها نیز به قصد تغییر شرایط موجود به نفع خویش و دستیابی به مال و اموالی که در تصرف دیوانیان بود و آن را حق خود می‌پنداشتند، وارد قیام شدند و به‌سرعت یک قیام اجتماعی علیه دولت صفوی و نظام اقتصادی حاکم شکل گرفت که عمده مناطق گیلان را در برگرفت.
در گزارش‌های مورّخان به این انگیزه‌های دوگانه شرکت‌کنندگان در قیام یعنی ملاکین و خوانین قدیمی، و توده مردم به نحوی اشاره شده‌است. ملاعبدالفتاح فومنی در علت بروز قیام آورده‌است: «چون زمان وزارت اصلان بیک و پسرش اسماعیل‌بیک، و میرزا تقی اصفهانی و میرزا عبدالله قزوینی، مدت هفده سال در گیلانِ بیه‌پس امتدادیافته بود، مردم از طول زمان وزارت ایشان و ظلم و عدوان به تنگ آمده و از تحکمات ملازمان و منصوبان، رعایا ظلم‌ها دیده و ستم‌ها کشیده بودند، و از تحمیلات و اطلاقات بی‌ملاحظه ناموجه بی‌وجه ایشان، جمع کثیری از مستأجران و تحویلداران و کدخدایان و رعایا، متواری گشته، در زی اختفا می‌گردیدند، و هر چند به اردو رفته، حالات خود را عرض می‌کردند، بهبودی نمی‌دیدند و مدت پنجاه سال نیز مصروف شده بود و فتنه و فتور گیلان برطرف گردیده و ارباب داعیه نیز در کمین فرصت نشسته، منتظر فرصت می‌بودند. موافق اقتضای فلکی، چون گیلانیان به حکام سابق خود در ایام ظهور سلاطین صفوی، معادات ورزیده و نفاق در گیلان شیوع یافته و حکام سابق بنا بر شآمت مخالفت گیلان مستأصل شده بودند، و بزه حکام سابق در گردن اهل گیلانات مانده…]لذا پس از مرگ شاه‌عباس[ جمعی دیگر به گمان فرصت از کنج اختفا به‌در جسته... کالنجار سلطان را عادل‌شاه لقب دادند» و قیام کردند.
۴ـ پیروزی‌های اولیه نیروهای غریب‌شاه و غارت اموال و دارایی‌های دیوانیان و تحویلداران و کلانتران و انبارهای دولتی که بر اثر غافلگیری مأموران دولتی به انجام رسید خود در وسعت دامنه قیام و تحریک و تهییج شورشیان مؤثر بود. کم‌سن و سالی اسماعیل‌بیک وزیر در گیلان و اختلاف نظر متابعان وی و عدم تدبیر و درایت کافی در چگونگی مقابله با قیام کنندگان، موجب شد که کار از دست دولتیان بیرون رود و مردم نیز به رغبت یا اکراه به نیروهای غریب‌شاه پیوستند و شورش گسترده شد به گونه‌ای که درابتدای امر، نیروهای مقابله‌گر، توان رویارویی با شورشیان را نداشتند.

## آغاز قیام
پس از آنکه اورنگ سلطنت صفویه در ۱۰۳۸ ه¨ . ق به‌دست سام میرزا معروف به شاه‌صفی، نوه و جانشین شاه‌عباس اول قرار گرفت، اولین حادثه‌ای که وی با آن مواجه‌شد، شورش مردم گیلان بود که به شورش یا قیام غریب‌شاه معروف است. این حادثه را به لحاظ اهمیت از نظر واقعه‌نگاری و اینکه در آغاز سلطنت شاه جدید اتفاق افتاد، مورخان عصر شاه‌صفی شرح داده‌اند. اگر چه عبارات آن‌ها دربارهٔ قیام کنندگان بسیار تند و زننده است. بر اساس این گزارش‌ها می‌توان کیفیت شروع قیام و گسترش دامنه آن و فرجام قیام را که به شکست منجر شد ترسیم نمود.
قیام از آنجا آغاز شد که عده‌ای از حکام و ملاکین گیلانی چون: عنایت‌خان‌ لشته‌نشایی، سلطان ابوسعید چیک، کربلایی محمد گوکه، کوله محمدخان کوچصفهانی، جوت شاهمراد گیلوایی، محمدبیک پسر شاهمراد، شیرزادبیک کسیمی، آتش بازخشک بیجاری و جمعی دیگر که در خفا می‌زیستند، به گمان موقعیت مناسب به واسطه درگذشت شاه‌عباس، کالنجار سلطان پسر جمشیدخان رشتی را به سلطنت برگزیدند و او را «عادل‌شاه» نامیدند. جمشیدخان از خوانین بیه‌پس گیلان بود که در زمان شاه‌عباس سرنگون شده بود. پسرش کالنجار که اینک به شاهی برگزیده شده بود، پس از مرگ پدر تولد یافت و تا مرگ شاه‌عباس در خفا می‌زیست. بزرگان مزبور، پس از این اقدام، حرکت خویش را آشکار کرده و در شهرها و نواحی گیلان به ایجاد شورش پرداختند. آن‌ها ابتدا اموال کلانتر لاهیجان را غارت کرده و سپس به غارت و قتل بسیاری دست زدند. پس از اینکه شورش دامنه یافت، لشکر عادل‌شاه (غریب‌شاه) به هر جا که وارد می‌شد با نواختن نقاره بر شور و هیجان مردم می‌افزود تا آنکه به‌زودی جمعیت کثیری ـ حدود سی هزار نفر ـ به گرد او جمع شدند. قصد وی تسخیر کل گیلانات از بیه‌پیش و بیه‌پس و حتی تمامی ملک دارالمرز و رستمدار بود. شورشیان در بیستم شعبان۱۰۳۸ ه¨. ق توانستند شهر رشت را تصرف نمایند. در آن ایام وزارت رشت با میرزا اسماعیل فرزند اصلان بیک بود. وزیر مذکور با جمعی از ملازمان خود در برابر نیروهای غریب‌شاه صف‌آرای گشت و از گرگین سلطان حاکم گسکر نیز کمک خواست. او سپاهی به مدد حاکم رشت فرستاد، ولی نیروهای مدافع کاری از پیش نبردند. با فرار حاکم رشت، غریب‌شاه (عادل‌شاه) وارد رشت شد و کلیه ابریشمی را که به‌عنوان مالیات ازگیلان وصول شده و در رشت انبار گشته بود و ارزش آن بالغ بر سیصدهزار تومان می‌شد به‌دست‌آورد.
در گزارش‌های رسمی آمده‌است که «گیلانیان از وخامت عاقبت اندیشه ناکرده دست به تاراج و تالان قصبه برآورده، مبلغ‌های کلی از مال سرکار خاصه و تجار و عجزه و مساکین و رعایا و زیردستان برده، جمع کثیر به قتل آوردند و بعد از اخذ غنایم و قسمت در میان ملازمان خود به‌خاطرِ جمع روی توجه به جانب لاهیجان نهادند.» (۱۹. ص۵۰).
نیروهای غریب‌شاه پس از رشت عازم فومن شده و چون اهالی فومن خود را تسلیم کردند از غارت آن شهر خودداری کردند. لشت‌نشا نیز که به‌دست غریب‌شاه افتاده بود غارت گشت، ولی در همین زمان به اهالی لشت‌نشا خبر رسید که میرزا عبدالله (فرزند خواجه علیشاه اصفهانی) که به وزارت لاهیجان اشتغال داشت از بیرامقلی سلطان میرصوفی و حیدر سلطان قوییله حصارلو حاکم تنکابن کمک خواسته و قصد حمله به لشت‌نشا را دارد. نیروهای لشت‌نشا که در اردوی غریب‌شاه بودند از این خبر ترسیده و قصد بازگشت به آنجا را داشتند. غریب‌شاه پس از شنیدن خبر مزبور، سپاه را از فومن عازم لشت‌نشا نمود تا به لاهیجان رود.
در همین حال ساروخان حاکم آستارا که به کمک گرگین سلطان حاکم گسکر آمده‌بود به جانب رشت که هنوز غریب‌شاه از آنجا به قصد لاهیجان حرکت نکرده بود تاخت. پیرمحمود پیربازاری که نایب غریب‌شاه بود وقتی حرکت آن‌ها را به جانب رشت دیدگریخت و سپاهیان او متفرق شدند. نیروهای دولتی به رشت آمده و شهر را غارت کردندو سپس به سیاه رودبار رفته و شروع به مذاکره برای دفع غریب‌شاه کردند.
در پیشروی به سمت لاهیجان چون خبر عبور لشکر «پرشور و شر غریب‌شاه» از آب سفیدرود به مدافعان (مانند حیدر سلطان و بیرامقلی سلطان و ملازمان و نفرات قشون آنها) می‌رسد، آنان درنگ را جایز نمی‌دانند و آنچه اسباب و اموال سرکار خاصه وتجار روس که در قلعه مضبوط بود برمی‌دارند و به قصبه دیلمان عقب‌نشینی می‌کنند. میرزا عبدالله وزیر و میرمراد کلانتر بعد از وقوع فرار صوفیان و رفتن ملازمان حیدرسلطان، ناچار شهر و قلعه را با اموال و اسباب خود رها کرده و از مهلکه بیرون می‌روند. غریب‌شاه از این واقعه مسرور گشت و به‌راحتی وارد لاهیجان شد و در کنار سفیدرود، کیا فریدون‌چیک از او استقبال کرد. وی پس از سه روز توقف در لاهیجان متوجه رانکوه و تنکابن گشت. توجه او به تنکابن در پی نامه‌ای بود که مردم آنجا بدو نوشتند و نسبت به زجر و سختی‌هایی که متحمل شده بودند از او کمک خواستند؛ لذا غریب‌شاه با سپاه خود عازم تنکابن شد، لیکن با مقاومت حیدر سلطان قوییله حصارلو مواجه شد و شبانه از اردو فرار کرد و به جانب لاهیجان تاخت و لشکرش را به جانب لنگرود راهی کرد که‌در مواجهه با نیروهای حیدر سلطان گروهی کثیر به قتل رسیدند. غریب‌شاه از لنگرود به‌جانب لاهیجان فرار کرد، ولی در نزدیکی لاهیجان با لشکر میرمراد و بهرام قلی سلطان صوفی برخورد کرد. ناچار از راه آستانه اشرفیه روانه لشت‌نشا شد و جمعی از سران لشکر و نیروهای او در لاهیجان از بین رفتند.

## فرجام قیام
با دامنه یافتن این شورش در گیلان و پیروزی‌های اولیه غریب‌شاه و رسیدن اخبار آن به دربار شاه صفی، وی مصمم شد که با شدت این غایله را خاتمه دهد. از این‌رو، ساروخان‌طالش حاکم آستارا را مأمور کرد تا با کمک گرگین سلطان حاکم گسکر و محمدی خان حاکم کهدم به دفع غریب‌شاه بپردازد. سرانجام در محل کوچصفهان از توابع رشت بین‌دو گروه درگیری رخ داد و شکست بر نیروهای غریب‌شاه افتاد و «آن مخذولان همچون شغال از پیش شیران بیشه هیجا گریزان شده پناه به جنگل‌ها بردند و جنود ظفر ورود، آن بی‌عاقبتان را تعاقب نموده از کوچصفهان تا لشت نشا که قریب به چهار فرسخ است درقتل و اسر و سبی آن جماعت تقصیر نکردند.».
بدین ترتیب این شورش با خشونت و کشتار قیام کنندگان سرکوب شد. عدد کشته‌ها را تا ۸۰۰۰ نفر ذکر کرده‌اند. کیافریدون سپهسالار غریب‌شاه، کشته شد و کربلایی محمدکو وزیر و مشاور شورشیان و عنایت رحمت از سرکردگان سپاه و برادر او محمد زمان بیگ و غریب‌شاه که در جنگل‌ها پناه گرفته بودند به‌دست نیروهای دولتی افتادند. ساروخان آن‌ها را به اصفهان به دربار شاه صفی فرستاد. شاه صفی با تمام فتنه و آشوبی که غریب‌شاه به پا کرده بود، ابتدا قصد بخشش او را داشت، ولی بنا به تحریک اطرافیان تصمیم به قتل او گرفت. قبل از اجرای اعدام، در عمارت عالی قاپو جشن بزرگی ترتیب داده‌شد و مردم اجتماع کردند. سپس مدتی غریب‌شاه را زجر دادند. از جمله پاهای او را نعل کردند و «حسب‌الامر فک اسفل او را سوراخ نموده» در جلوی دیدگان جمعیت نظاره‌گر بر بالای قپق در میدان نقش جهان اصفهان آویزان کرده و تیرباران نمودند. ملازمانِ او را نیز به قتل آوردند «و از بیم آن سیاست، فتنه خواب آلوده باز به خواب رفت و امنیت از کار رفته قامت استقامت برافراشت».
اولئاریوس که چندین سال پس از وقوع این حادثه آن را گزارش کرده، در کیفیت دستگیری و قتل غریب‌شاه می‌گوید که پس از دستگیری «پالهنگ و زنجیر بر دستها ودوش او گذاشتند و در این حالت سوار بر الاغش کردند و با عده‌ای فواحش به عنوان ملتزم رکاب که عقب و جلوی او حرکت می‌کردند، نزد شاه‌صفی بردند. شاه‌صفی دستور داد تا چهار دست و پای غریب‌شاه را مانند اسب و الاغ نعل زدند و به او گفت درسرزمین گیلان که خاکش مرطوب و نرم است بدون نعل راه می‌رفتی، ولی در اینجا که زمین سفت است باید تو را نعل کنند که بتوانی راه بروی. سه چهار روز تمام غریب‌شاه رادر حضور شاه‌صفی به انواع و اقسام وسایل شکنجه می‌کردند و در روز چهارم او را به میدان شاه بردند و به بالای ستون و تیر وسط میدان کشیدند و هدف تیر و گلوله قراردادند، بدین ترتیب که شاه صفی خودش نخستین تیر را به طرف او رها کرد و بعد به اطرافیانش گفت: هر کس مرا دوست داشته باشد تیری به سوی این خائن خواهد انداخت. همه کمانهای خود را کشیده و آنقدر تیر بر بدن غریب‌شاه زدند که جسد او بربالای ستون مشبک شد. سه روز تمام این جسد بالای ستون باقی‌ماند و بعد آن را پایین کشیده و به خاک سپردند».
پس از فروخوابیدن قیام غریب‌شاه، اطرافیان او همه به فجیع‌ترین وضعی کشته‌شدند. حسب‌الامر شاه صفی اهالی گیلان (که در منطقه میان مازندران و گسکر سکونت‌داشتند) به کلی خلع سلاح شدند و حتی شمشیرها و تیر و کمان و زوبین را از آن‌ها گرفتند و فقط داسی که برای درو کردن و بریدن چوب به کار می‌رفت برای آنان باقی گذاشتند. لکن طالشی‌ها را که بین گسکر و آستارا ساکن بودند و به قلع و قمع لشکر غریب‌شاه کمک کرده بودند خلع سلاح نکرده و به آن‌ها اجازه دادند که سلاح داشته باشند.
شاه صفی که بر اثر این قیام، از روحیات مردم مرعوب شده بود به ساروخان حکم کرد که مردم «گیلان را استمالت داده، از تقصیرات و زلات ایشان گذشته رقم عفو بر جراید جرایم ایشان کشیدیم» و ساروخان نیز دستور داد تا «هرکس از لشکریان اسیر و برده داشته باشند به تصدق فرق اشرف اقدس مستخلص سازند». لشکریان همه اسیران را آزاد نمودند تا روانه خانه‌های خود گردند و برای استواری دولت ابد مدت (صفوی) دعا کنند.
در طی این جنگ و پیروزی «ساروخان» حاکم آستارا که از خود دلاوری و شجاعت زیادی نشان داده بود مورد عنایت و تشویق خاص شاه صفی قرار گرفت، لیکن بهرام (بیرام) قلی‌سلطان صوفی به‌دلیل بی‌رحمی و شقاوتی که نسبت به مردم انجام دادهبود و به جهت قصوری که در جریان برخورد با غریب‌شاه از وی صادر شده بود از کار حکومت دیلمان عزل و به جای او آدم سلطان (ادهم بیک) گرجی یوزباشی غلامان به حکومت دیلمان و رانکوه منصوب گشت (همان.
شاه‌صفی در همان سال (ربیع‌الثانی ۱۰۳۸ه¨. ق) «بنا بر رشد و کاردانی و اعتماد مهام دیوانی و رفاهیت حال رعایا و صلاح حال برایا»، میرزا محمدتقی وزیر مازندران رابرای اداره گیلان برگزید و وزارت کل گیلانات را ضمیمه مازندران نمود و اداره آن ولایت را به وی سپرد. همچنین وی مأموریت یافت تا اموال خاصه شریفه و سایر اجناسی را که‌در زمان «فتور غریب‌شاه» به تاراج رفته بود، با تفحص و جستجو از دارندگان آن وصول نماید.
بر اثر این قیام زیان خزانه شاهی و بزرگان به ۳۰۰ هزار تومان بالغ گشت و مأموران شاهی کوشیدند این خسارت را جبران کنند و از کسانی که در نهب و غارت انبارها مظنون شده بودند به زور شکنجه پول می‌گرفتند.

## غریب‌شاه یا عادل‌شاه
برخی از نویسندگان عصر صفوی عادل‌شاه را همان غریب‌شاه می‌دانند و برخی دیگر آنهارا دو نفر ذکر کرده که هر دو در دوره شاه صفی در گیلان قیام کرده‌اند. عبدالفتاح فومنی که از اهالی گیلان است، «عادل‌شاه» را لقب همان کالنجار سلطان پسر جمشید خان می‌داند که سال‌ها در لباس فقر و فنا و گمنامی و ناکامی به‌سر می‌برد و عده‌ای از بزرگان محلی گیلان او را به این لقب موسوم ساخته و به سلطنت برداشتند. سپس به خانه پیرشمس گل گیلوایی که به اعتقاد آن‌ها شیخ زمان بود آمده، کمر او را بستند و بر اسب نشانده و نقاره به نام او زدند. به اعتقاد وی همین عادل‌شاه را عراقیان و قزلباشان غریب شاه می‌گفتند؛ بنابراین در نوشته فومنی، عادل‌شاه و غریب‌شاه یک شخصیت است که با دو لقب شهرت یافته‌است.
لیکن در برخی از این متون آمده‌است که پس از قتل غریب‌شاه، عده‌ای که متنبه نشده بودند شخص دیگری را به ادعای برادری غریب‌شاه یا نبیره جمشیدخان، عادل‌شاه نام نهادند و «اراده بغی و طغیان» داشتند. اما قبل از هر گونه اقدام، میرزا تقی وزیر مازندران و گیلان مشهور به ساروتقی از محل اختفای آن‌ها اطلاع یافت و پس ازدست یافتن بر آنان «آن بی‌عاقبت بی‌سعادت را با فتنه‌انگیزان بی‌خرد به نهانخانه عدم فرستادند و آتش فتنه آن ولایت به زلال اقبال همایون خاقانی انطفا…» پذیرفت و آرامش به گیلان برگشت.
در تاریخ ملاکمال (۷. ص۲۱) هم شرح واقعه طوری بیان شده که عادل‌شاه شخص دیگری غیر از غریب‌شاه است.
رضاقلی‌خان هدایت که بعدها از این حادثه یاد کرده نیز این دو «فتنه» را از دو شخص می‌داند و می‌گوید: «... عجیب‌تر از این قضیه عادل‌شاه است که گیلانیان شخص دیگری به‌دست آوردند و او را عادل‌شاه برادر غریب‌شاه خواندند و او نیز به‌دست آمده سفاهت آن قوم آشکارا شد.» (۲۴. ج۸. ص۴۴۰) در منتظم ناصری نیز آمده‌است «... درسنه ۱۰۳۸ فتنه دیگری در گیلان بر پا شد و آن این است… چون غریب‌شاه… در اصفهان در میدان نقش جهان به دیار عدم فرستاده شد بعد از او گیلانیان، دیگری را بدست آورده او را عادل‌شاه برادر غریب‌شاه خواندند و او نیز گرفتار و نابود گردید و این دو واقعه در عصر شاه‌صفی بوده‌است.» (۳. ص۱۴۶).
به نظر می‌رسد قول عبدالفتاح فومنی را بتوان به دلایلی ارجح دانست. زیرا قول‌مورخان بعدی که از منابع عصر صفوی به ویژه نوشته اسکندربیک ترکمان (در ذیل عالم‌آرای عباسی) برداشت شده، به دلیل بُعد زمانی و مکانی با واقعه نمی‌تواند مبنای قضاوت و اظهار نظر قرار گیرد، مانند نقل قول اعتمادالسلطنه و رضاقلی خان هدایت که‌از مورخان دوره قاجاریه به‌شمار می‌روند. اسکندر بیک ترکمان که این مورخان از او نقل کرده‌اند نیز اثر خود را بعد از وقوع حادثه و به عنوان ذیلی بر تاریخ عالم‌آرای عباسی نگاشته و با بعد مکانی که با حادثه داشته، شاهد عینی آن نبوده و نوشته وی مبتنی بر مسموعات بوده‌است. چون سرزمین گیلانات در عصر صفویه همواره ناآرام و محل بروز شورش‌های پی‌درپی بوده و کالنجار سلطان شخصیت اصلی این قیام به هر دو لقب:غریب‌شاه و عادل‌شاه اشتهار یافته بود، این مورخ، دو شخصیت جداگانه را از آن مراد کرده‌است. شاید هم بزرگ‌نمایی از اقدامات ساروتقی، اعتمادالدوله بعدی شاه‌صفی، بوده که در سرکوب این شورش نقش داشته‌است. اما عبدالفتاح فومنی از نظر زمانی و مکانی به حادثه نزدیک بوده و از شاهدان عینی این قیام و دیگر وقایع گیلانات در عصر صفویه می‌باشد. وی از وقایع‌نگاران رسمی صفویه نبوده، بلکه اثر او یک تاریخ محلی‌است و قصد مؤلف از نگارش تاریخ گیلان، ابتدا آن بوده که «قضیه مذکوره]غریب‌شاه[را به نوعی که سانح شده بود، تألیف نماید» (۱۷ . ص۵). لیکن سپس دیگر وقایع قبل از آن را نیز به نگارش درمی‌آورد. از این نظر، اعتبار سخن او از دیگران بیشتر است.
بنابراین غریب‌شاه همان کالنجار سلطان رشتی بوده که مردم گیلان به دلیل ظلم و اجحافات عمال و دیوانیان صفویه در آن ایالت، او را عادل‌شاه لقب دادند، بدان امید که از ستم و بی‌عدالتی موجود رهایی یابند. اما در نظر دولتیان به غریب‌شاه اشتهار یافت، چراکه او پیش از آن، قدرت خود را بر اثر تسلط شاه‌عباس بر گیلان از دست داده بود و درغربت و گمنامی به سر می‌برد.

## نگرش مورخان رسمی درباره قیام
مورخان عهد صفوی حتی نویسندگانی از اهل گیلان، از غریب‌شاه و مردمی که در قیام او شرکت داشتند با عناوین و عبارات زننده‌ای یاد کرده‌اند که نشان از دشمنی و نفرت دولتیان از این شورش دارد. از شخص غریب‌شاه با صفاتی چون: مجهول، بیچاره، بی‌کس، بازیچه غریب، بی‌عاقبت، سفیه نادان، روسیاه ابله، مخذول، شارع امنیت و بدفعال = یاد کرده‌اند و در هوّیت او یعنی انتساب به فرزندی جمشیدخان اختلاف نموده‌اند. محمد معصوم اصفهانی می‌گوید: «شخص مجهول‌القدری را به اعتبار آنکه پسر جمشیدخان است موسوم به غریب‌شاه نموده...» (۱۹ . ص۵۰)، اسکندربیک نیز می‌نویسد: «شخصی را به پسری جمشیدخان موسوم نموده...» (۱ . ص۱۵) و اعتمادالسلطنه او را «شخصی مجهول که ادعا کرده از نواده حکمرانان قدیم گیلانم...» (۳ . ج۲ . ص۱۴۶) معرفی کرده‌است. رضاقلی‌خان هدایت هم در حوادث سال ۱۰۳۸ ه¨ . ق از «فتنه گیلان» یاد می‌کند که«مجهولی به‌دست آوردند و گفتند پسر جمشیدخان والی بیه‌پس ] است[ و مخفی بوده کنون ظهور نموده و آن بیچاره را غریب‌شاه نام کردند و گیلانیان ساده‌لوح گرد او را گرفته شاه‌بازی آغاز نهادند. مجملاً سی هزار کس بر اطراف آن بی‌کس اجتماع کرده هر یک به حکومت دیاری نامزد شدند.» (۲۴ . ج۸ . ص ۴۳۹).
از اصل قیام با تعابیر: فتنه و سانحه، فساد و شورش، عصیان و طغیان، شاه‌بازی، لعب عجیب، دولت روباه صولت و غیره یاد شده و قیام کنندگان را با عناوین: اشرار و بی‌دولتان لئام، ارباب ضلال، گروه لئام، سفیهان ناقص خردِ سبک‌عقل، جمعی پریشان و قومی بی‌نام و نشان، اجامره و اوباش، لشکر بلاظفر اجامره، اهل فساد و جنود شیطان، تابعان گمراه، مخذولان، شوریده‌بختان سفیه و غیره توصیف کرده‌اند. =
ذکر عباراتی از نوشته‌های این مورّخان درباره قیام غریب‌شاه منعکس‌کننده دیدگاه مورخان رسمی نسبت به چنین قیام‌هایی است که در مخالفت با نظام حاکم به‌وقوع می‌پیوست و طبیعی است که دستیابی به حقیقت این‌گونه حرکتها بر اساس گزارش‌های جانبدارانه از دولت صفوی تا حدی مشکل است.
یکی از این واقعه‌نگاران رسمی در بیان این حادثه می‌نویسد: «جمعی از مردم گیلان که به سمت کم‌عقلی و صفت نادانی ضرب‌المثل اهل جهان‌اند، چون از قضیه ناگزیر حضرت غفران پناهی آگاه گشتند بر سر آرزویی که از دیرباز تخمیر وجود ایشان‌بود رفته شخص مجهول‌القدری را به اعتبار آنکه پسر جمشیدخان است موسوم به غریب‌شاه نموده به مسند حکومت آن دیار نشانده غاشیه اطاعتش بر دوش کشیدند و دراندک فرصتی جمعی کثیر و جمعی غفیر در سلک ملازمان و جان سپارانش منتظم گشته شورش و فساد آغاز نهادند و از قصبه لشت نشا... که همیشه معدن و منبع مردم شیطان‌سیرت شیاطین سریرت بوده... به عزم تاراج بلده رشت... متوجه شدند.» .
در گزارش مورّخ دیگری آمده‌است: «جمعی از شوریده‌بختان سفیه گیلانی بغی و فساد و طغیان ورزیده شخصی را... به روی کار آورده غریب‌شاه نام نهاده دستاویز خود ساختند و جمعی کثیر از اشرار و بی‌دولتان لئام و فتنه‌انگیزان بی‌عاقبت نکوهیده فرجام برسر او جمعیت نموده و برهمزن هنگامه عافیت خلق آن دیار گشتند... و جمهور مقیمان لشت نشا که همیشه فتنه‌انگیز و و واقعه‌طلب اند سر از دریچه عصیان و طغیان برآورده حکومت آن بی‌عاقبت را پذیرفته بر سر او جمعیت نمودند...» (۲ . صص۱۶ـ۱۵).

## عوامل شکست قیام
در شکست قیام غریب‌شاه علاوه بر عملیات نظامی گسترده شاه‌صفی علیه شورشیان، عوامل دیگری مؤثر بود که به ماهیت خود قیام مربوط می‌شود. از جمله این عوامل، می‌توان به موارد زیر اشاره نمود:
۱ـ عدم تجانس نیروهای شرکت‌کننده در قیام و دوگانگی اهداف و منافع قیام کنندگان. این امر موجب بی‌سرانجامی قیام و عدم انسجام کامل طیف‌های شورشی گشت. ازنظر ترکیب نیروها، دو دسته عمده در این قیام حضور داشتند یک دسته خوانین، ملاکین و اعقاب سلاله‌های محلی سابق گیلان بودند که بر اثر سیاست شدید تمرکزگرایی شاه‌عباس اول و خاصه شدن گیلان و قرار گرفتن اداره آن به‌دست وزیر اعزامی از دربار صفویه، به کنج اختفا می‌زیستند، لیکن مترصد فرصتی بودند تا در پی کسب قدرت مجدد در منطقه اقدام نمایند. این بزرگان می‌خواستند از نارضایی روستاییان گیلانی و طالش علیه مالیات‌های گزافی ـ که از جانب دولت شاه پس از تبدیل گردیدن گیلان به ملک خاصه وضع شده بود ـ استفاده کنند برای هدف خود که تصاحب قدرت منطقه‌ای و تشکیل فرمانروایی مستقل در برابر صفویان بود و در این تلاش، داعیه اصلاحات اجتماعی و اقتصادی به نفع رعایا نداشتند. حضور این دسته در قیام، بهره‌گیری از فرصت پیش آمده بر اثر مرگ شاه‌عباس و جلوس شاه صفی و تأمین منافع شخصی خودبود. از این‌رو، اینان با هدف توده مردم هماهنگی نداشتند و آنگاه که فشار نیروهای حکومت زیاد شد، راه تفرقه در پیش گرفته و هر کس در پی حفظ جان خود، از هدایت قیام دست برداشته و مردم را رها کردند. حتی فرزند(۴) یکی از ملاکینی که به شورشیان پیوسته بود به ایشان خیانت ورزید و نقشه‌های آنان را به آگاهی ساروخان رسانید. بدین‌سبب لشکریان شورشی در نبرد کوچصفهان از قشون دولتی شکست خوردند و تعداد زیادی کشته دادند.
وجود تضاد در صنوف شورشیان در تصمیم‌گیری‌های آنان نیز تأثیر می‌گذاشت و شیوه برخورد آن‌ها را با بزرگان و اعیان محلی یا مصادره اموال متفاوت می‌کرد. با گسترش قیام، روستاییان شورشی مستقلاً عمل می‌کردند و به کالنجار سلطان (غریب‌شاه) و امیران وی کمتر اعتنا می‌نمودند و ملاکینی که در آغاز شورش فعال بودند دیگر وظیفه مهم را در جریان نهضت ایفا نمی‌نمودند.
وقتی در جریان تصرف رشت، شورشیان انبارهای دولتی را شکسته و ۲۰۰ خروار(۵۹ هزار کیلوگرم) ابریشم خام را که مأموران شاه به‌عنوان مالیات از روستاییان گرفته‌بودند، میان بینوایان شهرها تقسیم کردند، بعضی از «افراد محترم و نامی عوام الناس» (یعنی قشر متوسط شهری) نزد کالنجار سلطان آمده و استدعا کردند تا وی برای انبارها اقدامی به عمل آورد و گفتند: «آخر این ابریشم تو را به کار آید.» غریب‌شاه نیز قبول کردو نیروها را از غارت ابریشم دیوان و تاراج اموال منع نمود. در فومن نیز شورشیان می‌خواستند خانه‌های کلانتر و اعیان محل را آتش بزنند، ولی کالنجار سلطان و سران قیام، مردم را از این کار بازداشتند (۱۷. صص۲۶۶–۲۶۵). این موارد نشان از تباین اهداف و دیدگاه‌های توده شورشی و اعیان شرکت‌کننده در این قیام دارد.
۲ـ نداشتن سازمان و عدم برنامه‌ریزی و نقشه. قیام مردم گیلان بیشتر دستخوش یک شور و احساس عمومی بود و بیشتر به غارت کردن انبارها و خزاین دولتی منجر شد. اعمال روستاییان و مستمندان شهری فقط نتیجه تجلی نارضایتی و نفرت ایشان بود، ولی برنامه و نقشه معین نداشتند.
۳ـ وفادار ماندن برخی از حکام و اعیان محلی به دولت مرکزی و حمایت مردم برخی از شهرها از قشون اعزامی برای سرکوب غریب‌شاه، در نتیجه عدم همبستگی کامل مردم گیلانات در جریان قیام علیه دولت شاه‌صفی.
۴ـ خیانت برخی از ملاکین و حکام که در رأس قیام بوده و پیوستن به سپاه مرکزی و بروز گسستگی و پراکندگی در نیروها.
۵ـ ضعف ابزار و آلات جنگی و تجهیزات شورشیان به گونه‌ای که غالب شرکت‌کنندگان به چوبدستی، چماق و داس و ابزاری از این قبیل مجهز بودند.
۶ـ قتل‌عام برخی از شهرها مثل لشت نشا و مردم شورشی به‌دست نیروهای دولتی وایجاد اضطراب و تشویش در میان ساکنان گیلان.
۷ـ اقدامات شدید نظامی شاه‌صفی در سرکوب شورش با اعزام حکام مختلف و گماشتن ساروخان در رأس نیروهای اعزامی برای مواجهه با قیام. قیام کنندگان از پنج‌سو مورد تهاجم قرار گرفتند. حکام ایالات و شهرهای مجاور گیلان از قبیل ساروخان طالش حاکم آستارا، محمدی خان حاکم کهدم، گرگین سلطان حاکم گسکر، بهرام قلی سلطان صوفی حاکم دیلمان، و وزرای گیلانات برای حمله به غریب‌شاه به دستور شاه‌صفی آماده شدند. (۵) (همان. ص۲۷۵) «خوانین معظم» با قشون خویش در بخش شورشی «لشت نشا» اقامت کردند و زنان و دختران ساکنان آنجا را به بردگی و کنیزی بردند و «هر یک از شورشیان را که دستگیر می‌کردند یا به نزد ایشان می‌آوردند بدون اینکه رحمی کنند می‌کشتند.» (همان. ص۲۷۹) و بدین صورت شورش فرونشانده شد.
قیام غریب‌شاه از یک‌سو برآمده از تمایل حکام و اعیان سرخورده محلی برای رسیدن به‌قدرت بود که گاه به‌گاه از فرصت‌ها برای نیل به این هدف بهره می‌جستند و از سوی دیگر نتیجه نارضایتی و شدت هیجان مردم فرو دست شهرها و روستاهای گیلان از ستمو فشار مالیاتی و نابسامانی معیشتی و تنگناهای اقتصادی بود. حاصل آن در صورت موفقیت و پیروزی در برابر دولت مرکزی، ایجاد حکومت مستقل در گیلان بود که ضمن بروز تنش و درگیری در میان مدعیان متعدد قدرت به ویژه سردمداران قیام، سرنوشت توده مردم (رعایا) در آن، با وجود حاکمیت نظام بزرگ مالکی و مناسبات موجود برروابط تولید، همچنان مبهم و نابسامان باقی می‌ماند. در این فرض، مردم اگر چه از زیرسلطه عمال دولت صفوی بیرون می‌آمدند، لیکن ناگزیر بودند که به حکومت اعیان و بزرگ‌مالکان محلی گردن گذارند.
قیام غریب‌شاه در اصل در صدد نابودی دولت صفوی نبود، بلکه در حد یک‌شورش محلی دامنه آن بالا گرفت که آن نیز به‌سرعت متوقف شد. ناهماهنگی اغراض و اهداف قیام کنندگان، بروز شکاف بین قدرت‌طلبان و مردم ناراضی و پرشور، نداشتن برنامه و سازماندهی مشخص از درون قیام، و شدت عمل دولت مرکزی در مهار آن، که‌به قصد جلوگیری از تجزیه ایالت و عدم بروز حوادث مشابه در ایالات دیگر صورت گرفت از برون، به حیات کوتاه آن پایان داد و گیلان همچنان در دوره شاه‌صفی به عنوان ایالت «خاصه» باقی‌ماند.

## در ادبیات
محمود پاینده لنگرودی در خصوص آنچه که بر عادل شاه و مردم گیلان رفت می‌نویسد: «گیرم که تو ای کالنجار سلطان! پسر جمشید شاه آن سوی سپید رود بودی همین‌قدر به شیوهٔ گرگ‌منشانه پدر که از کلهٔ اسیران در کله منار کرد پشت پا زدی و پیشگام و دادخواه همه پابرهنه‌های داغدار برنجکار باغدار شدی، سزاواری سیاسی همهٔ آزادمردان روزگاری… اینک باور کن ای نادیده دوست! ای انسان سرفراز تاریخ! که بارها والاترین واژه‌های زندگی را در حماسهٔ جنبش پر شکوه تو و یارانت به کار گرفتم و شعرها به استواری کوه‌های سربلند دیلمستان و به پاکی پر خروش دریای بیکران زادگاهمان و به روانی آب‌های پرتکاپوی سپیدرود، سرودم اما این همه را لایق جای گل میخ‌های نعل پاهای تو ندیدم…»